# Латимерия
Латимерията (Latimeria chalumnae), наричана още „целакант“, е един загадъчен и интересен биологичен вид. Той е един от двата открити живи представители на рибите „ръкоперки“ (Coelacanthiformes) (другият е Latimeria menadoensis). Първият екземпляр е открит през 1938 г. край бреговете на Южна Африка. Най-големите популации са наблюдавани край Коморовите острови, които лежат между континентална Африка и остров Мадагаскар.

## Физическо описание
Латимерията може да достигне дължина от близо 2 метра и тегло до 100 килограма, но обикновено е по-малка, особено мъжките екземпляри, които достигат до около 165 сантиметра дължина.
Латимерията е тъмносиня на цвят с ярко открояващи се бели петна. Именно по петната различните екземпляри се идентифицират и описват от изследователите. Има единичен, удължен псевдобял дроб, изпълнен с мазнина, издължено сърце, рибо-характерни черва със спираловидна форма и осов скелет, състоящ се от куха хрущялна тръба, наречена нотохорда (notocord). Костите на черепа имат шарнирни връзки, позволяващи им да поглъщат едра плячка. Тялото ѝ е слузесто. Не само люспите ѝ отделят слуз, но екстретира през тялото си голямо количество мазнина.
Счита се, че на възраст могат да достигнат до 60 години.

## Географско разпространение
Водите на Индийския океан, предимно бреговете на Южна Африка южно от Мадагаскар.

## Биологичен ареал на обитаване
Латимерията живее в дълбоки (около 400 метра), студени (15-17 градуса по Целзий), солени морски води. Обитава предимно вулканични пещери и дупки в застиналата лава.

## Размножаване
Един от най-забележителните аспекти на тяхната биология е, че те са вътрешнораждащи. Раждат от яйца до 26 малки, които продължават развитието си от голяма жълтъчна торбичка в корема на майката. Бременността е дълга, около 13 месеца и комбинирана с късното полово съзряване води до много ниско ниво на репродуктивни възможности и голям риск за вида от изчезване. През размножителния период рибите се откриват и разграничават по пол с помощта на рецептори за електричество, разположени в носовата част на главата.

## Поведение
Те не са активни ловци-хищници, очакват плячката им да мине наблизо покрай тях. Хранят се с малки рибки и безгръбначни, които живеят в дълбоките рифове и вулканични склонове.
Латимерията стои на главата си, може да плува назад с корема, обърнат нагоре. Тези необичайни методи са свързани с начина и на откриване на храна, благодарение на носовите си рецептори. Забележителна способност, на която може би се дължи и съхраняването на вида им през хилядолетията, е възможността им да забавят метаболизма си по всяко време и гмуркайки се на огромна дълбочина, за да минимизират хранителните си нужди.

## Хранителни навици
Месоядни, хранят се предимно с риба и мекотели. Имат носов орган отпред на върха на черепа, който излъчва електромагнитни вълни, използвани за засичане на плячката.

## Други особености
Латимерията е вид, за който се счита, че е на повече от 360 милиона години.